# Modesty Blaise
Modesty Blaise er hovedfigur i tegneserien, romanserien og novelleserien af samme navn. De 99 tegneserieepisoder, 11 romaner og 11 noveller er alle skrevet af englænderen Peter O'Donnell. Tegneserieepisoderne er tegnet af Jim Holdaway (19½), Enric Badía Romero (57½), John M. Burns (2½), Patrick Wright (1½), Neville Colvin (16) og Dan Spiegle og Dick Giordano (1). 97 af de 99 tegneserieepisoder blev bragt som avisstriber fra mandag den 13. maj 1963 til onsdag den 11. april 2001, og de fleste havde premiere i londonavisen The Evening Standard.
Der er desuden produceret to film, blandt andet Modesty Blaise (1966) med Monica Vitti i hovedrollen, og en tv-serie med figuren, men disse har Peter O'Donnell ikke været involveret i.

## Modesty Blaise i Danmark
Alle tegneserieepisoderne er udgivet på dansk i seriebladet Agent X9, dog i ombrudt form. Serien er desuden udgivet uden ombrydning i diverse særalbum og i albumserierne Modesty Blaise – Den komplette samling (1988-2002) og Modesty Blaise (2024-).
En historie tegnet til tegneseriehæfter udkom som Modesty Blaise mini-serie 1995.
Fem af romanerne er udgivet på dansk, og resten har gået i Agent X9.

### Modesty Blaise – Den komplette samling
Albummene har navn efter en af de to – evt. tre – historier.
Udgivet af Interpresse (nr. 1-5), Carlsen Comics (nr. 6-7) og Bogfabrikken (nr. 8-20).
1. De første år (+La Machine & Farligt lift)
2. Gabriel (+Mister Sun)
3. Den synske (+Uncle Happy)
4. Forræderen (+Vikingerne)
5. Spionskolen (+Den sorte perle)
6. Jerngiganten (+Forbryderstaten)
7. Galejslaverne (+Fromme Gertie)
8. Helvede tur-retur (+Den røde grif)
9. Samuraierne fra Føniks (+Fjendtlig overtagelse)
10. Skinsygens grønøjede uhyre (+Ånden Willie & Modesty Blaise-indeks)
11. Hofnarrens død (+Døden i ørkenen)
12. Dukkeføreren (+Kærlig hilsen fra Rufus)
13. Blåskæg og hans døtre (+Galgenfuglen)
14. Jernguden (+Spionfælden)
15. Heksen (+Truslen fra det ukendte)
16. Ulven kommer (+Tante Modesty)
17. Gladiatorerne (+Lady Modesty)
18. Kunsten at dræbe (+Inkastien)
19. Dødsfælden (+De tre store)
20. Guruen fra Idaho (+Den gyldne frø)

### Modesty Blaise
Udgives af Forlaget Fahrenheit.
- 1963-1964 (La machine, Farligt lift, Gabriel, Mister Sun) ISBN 978-87-7176-520-5
- 1964-1966 (Den synske, Uncle Happy, Forræderen) ISBN 978-87-7176-522-9
- 1978-1979 (Guruen fra Idaho, Den gyldne frø, Indianerguldet, Den grønne kobra) ISBN 978-87-7176-521-2

## Oversigt over tegneserien
Komplet oversigt over originaludgave og danske udgaver. Koder i oversigten står for:
- X9-1 til X9-208: Agent X9, nr. 1-208, 1976-2002
- MBA-1 til MBA-20: Modesty Blaise – Den komplette samling, 1988-2002
- MBB-1 til MBB-?: Modesty Blaise, Forlaget Fahrenheit, 2024-20??
- C-5: Comics 5, Carlsen, 1973
- C100: Comics - 100 år med tegneserier, Carlsen, 1996
- SC-2 til SC-10: Special-Comics nr. 2, 5, 7 og 10, Carlsen, 1974-1976
- U&H: Tegneserietillæg til Ude og Hjemme
- UR: Ugens Rapport
- SM171-173: Seriemagasinet nr. 171-173, Interpresse, 1975

| Modesty Blaise – oversigt over tegneserien | Modesty Blaise – oversigt over tegneserien | Modesty Blaise – oversigt over tegneserien | Modesty Blaise – oversigt over tegneserien | Modesty Blaise – oversigt over tegneserien | Modesty Blaise – oversigt over tegneserien                                                                            | Modesty Blaise – oversigt over tegneserien                                                                                    |
| Nr.                                        | Originaltitel                              | Tegner                                     | Stribe nr.                                 | Antal                                      | Originaludgave | Danske udgaver |
| ------------------------------------------ | ------------------------------------------ | ------------------------------------------ | ------------------------------------------ | ------------------------------------------ | --- | --- |
| 01                                         | La Machine                                 | Jim Holdaway                               | 1–114                                      | 114                                        | 1963-05-13 – 1963-09-21                                                                                               | Mord på bestilling (SC-2), Mordligaen (X9-63), La Machine (MBA-1, MBB-1)                                                      |
| 02                                         | The Long Lever                             | Jim Holdaway                               | 115–211                                    | 98                                         | 1963-09-23 – 1964-01-02                                                                                               | Den forsvundne videnskabsmand (X9-15, X9-144), Farligt lift (MBA-1, MBB-1)                                                    |
| 03                                         | The Gabriel Set-Up                         | Jim Holdaway                               | 212–354                                    | 143                                        | 1964-01-03 – 1964-06-18                                                                                               | Gabriel (SC-2, MBA-2, MBB-1), I dødens venteværelse (X9-67, X9-188)                                                           |
| 04                                         | Mister Sun                                 | Jim Holdaway                               | 355–500                                    | 146                                        | 1964-06-19 – 1964-12-05                                                                                               | Sagen mr. Sun (X9-10, X9-192), Mister Sun (MBA-2, MBB-1)                                                                      |
| 05                                         | The Mind of Mrs. Drake                     | Jim Holdaway                               | 501–612                                    | 113 (1A)                                   | 1964-12-07 – 1965-04-19                                                                                               | Psykospionen (SM171-173, SC-5, X9-102, X9-201), Den synske (MBA-3, MBB-2)                                                     |
| 06                                         | Uncle Happy                                | Jim Holdaway                               | 613–743                                    | 131                                        | 1965-04-20 – 1965-09-18                                                                                               | Onkel Happy (SC-5), Voldens triumf (X9-77), Uncle Happy (MBA-3, MBB-2)                                                        |
| 07                                         | Top Traitor                                | Jim Holdaway                               | 744–873                                    | 131                                        | 1965-09-20 – 1966-02-19                                                                                               | Forræderen (SC-7, MBA-4, MBB-2), Højforræderi (X9-79, X9-198)                                                                 |
| 08                                         | The Vikings                                | Jim Holdaway                               | 874–992                                    | 119                                        | 1966-02-21 – 1966-07-09                                                                                               | Vikingerne (C-5, MBA-4), Vikingebanden (X9-83, X9-199)                                                                        |
| SP1                                        | In the Beginning                           | Jim Holdaway                               | 1–12                                       | 12                                         | 1966-07-11 – 1966-07-23                                                                                               | Modesty Blaise (C-5), De første år (MBA-1) Begyndelsen på historien (X9-12, X9-94, X9-163, X9-208)                            |
| 09                                         | The Head Girls                             | Jim Holdaway                               | 993–1124                                   | 132                                        | 1966-07-11 – 1966-12-10                                                                                               | Sekretærskolen (SC-7), Spionskolen (X9-87, MBA-5, X9-207)                                                                     |
| 10                                         | The Black Pearl                            | Jim Holdaway                               | 1125–1235                                  | 112 (1A)                                   | 1966-12-12 – 1967-04-22                                                                                               | Mission i Himalaya (X9-19), Opgave i Himalaya (X9-196) Den sorte perle (MBA-5)                                                |
| 11                                         | The Magnified Man                          | Jim Holdaway                               | 1236–1349                                  | 114                                        | 1967-04-24 – 1967-09-02                                                                                               | Den forstørrede mand (SC-10, X9-69), Jerngiganten (MBA-6, X9-204)                                                             |
| 12                                         | The Jericho Caper                          | Jim Holdaway                               | 1350–1461                                  | 113 (1A)                                   | 1967-09-04 – 1968-01-13                                                                                               | Forbryderstaten (SC-10, MBA-6), Forbryderstaten Caglia (X9-73, X9-206)                                                        |
| 13                                         | Bad Suki                                   | Jim Holdaway                               | 1462–1574                                  | 113                                        | 1968-01-15 – 1968-05-25                                                                                               | Den djævelske last (X9-9), Fromme Gertie (MBA-7)                                                                              |
| 14                                         | The Galley Slaves                          | Jim Holdaway                               | 1575–1629 1630A-1688                       | 115 (1A)                                   | 1968-05-27 – 1968-08-06 1968-09-11 – 1968-11-16                                                                       | Galajslaver (X9-2, X9-139), Galajslaverne (MBA-7)                                                                             |
| SP2                                        | The Killing Ground                         | Jim Holdaway                               | A1-A36                                     | 36                                         | 1968-10-07 – 1968-11-16                                                                                               | I kampens hede (X9-91), Jagtmarken (C100)                                                                                     |
| 15                                         | The Red Gryphon                            | Jim Holdaway                               | 1689–1794                                  | 107 (1A)                                   | 1968-11-18 – 1969-03-22                                                                                               | Skatten i Venedig (X9-6, X9-186), Den røde grif (MBA-8)                                                                       |
| 16                                         | The Hell Makers                            | Jim Holdaway                               | 1795–1919                                  | 126 (1A)                                   | 1969-03-24 – 1969-08-16                                                                                               | Willie i helvede (X9-8, X9-194), Helvede tur-retur (MBA-8)                                                                    |
| 17                                         | Take-Over                                  | Jim Holdaway                               | 1920–2043                                  | 125 (1A)                                   | 1969-08-18 – 1970-01-10                                                                                               | Mafiamagt (U&H 1976:26-30), Døden i drømmefabrikken (X9-13), Døden på drømmefabrikken (X9-147), Fjendtlig overtagelse (MBA-9) |
| 18                                         | The War-Lords of Phoenix                   | Jim Holdaway                               | 2044–2099 2099–2162                        | 119                                        | 1970-01-12 – 1970-03-17 – 1970-05-30                                                                                  | Samuraierne fra Fenix (X9-17, X9-151), Samuraierne fra Føniks (MBA-9)                                                         |
| 18                                         | The War-Lords of Phoenix                   | Enric Badía Romero                         | 2044–2099 2099–2162                        | 119                                        | 1970-01-12 – 1970-03-17 – 1970-05-30                                                                                  | Samuraierne fra Fenix (X9-17, X9-151), Samuraierne fra Føniks (MBA-9)                                                         |
| 19                                         | Willie the Djinn                           | 2163–2282                                  | 120                                        | 1970-06-01 – 1970-10-17                    | Haremsopgøret (X9-21), Ånden Willie (MBA-10), Oprør i haremet (X9-200)                                                | |
| 20                                         | The Green-Eyed Monster                     | 2283–2388                                  | 107 (1A)                                   | 1970-10-19 – 1971-02-20                    | Den grønøjede djævel (U&H 1975:51 - 1976:25), Det grønøjede uhyre (X9-3, X9-120), Skinsygens grønøjede uhyre (MBA-10) | |
| 21                                         | Death of a Jester                          | 2389–2507                                  | 119                                        | 1971-02-22 – 1971-07-10                    | En gøglers død (X9-22, X9-174), Hofnarrens død (MBA-11)                                                               | |
| 22                                         | The Stone Age Caper                        | 2508–2627                                  | 120                                        | 1971-07-12 – 1971-11-27                    | Døden i ørkenen (X9-1, X9-126, MBA-11)                                                                                | |
| 23                                         | The Puppet Master                          | 2628–2738                                  | 112 (1A)                                   | 1971-11-29 – 1972-04-08                    | En djævelsk hævn (X9-23, X9-171), Dukkeføreren (MBA-12)                                                               | |
| 24                                         | With Love from Rufus                       | 2739–2846                                  | 108                                        | 1972-04-10 – 1972-08-12                    | Den grusomme virkelighed (X9-24, X9-161), Kærlig hilsen fra Rufus (MBA-12)                                            | |
| 25                                         | The Bluebeard Affair                       | 2847–2970                                  | 125 (1A)                                   | 1972-08-14 – 1973-01-06                    | Blåskæg og hans døtre (X9-31, X9-164, MBA-13)                                                                         | |
| 26                                         | The Gallows Bird                           | 2971–3077                                  | 107                                        | 1973-01-08 – 1973-05-12                    | Galgefuglene (X9-7, X9-130), Galgenfuglen (MBA-13)                                                                    | |
| 27                                         | The Wicked Gnomes                          | 3078–3197                                  | 120                                        | 1973-05-14 – 1973-09-29                    | Spionfælden (X9-25, X9-122, MBA-14)                                                                                   | |
| 28                                         | The Iron God                               | 3198–3309                                  | 111                                        | 1973-10-01 – 1974-02-09                    | Jernguden (X9-26, X9-134, MBA-14)                                                                                     | |
| 29                                         | "Take Me to Your Leader"                   | 3310–3428                                  | 120 (1A)                                   | 1974-02-11 – 1974-07-01                    | Truslen fra det ukendte (X9-27, X9-173, MBA-15)                                                                       | |
| 30                                         | Highland Witch                             | 3429–3548                                  | 120                                        | 1974-07-02 – 1974-11-16                    | Heksen (X9-28, X9-156, MBA-15)                                                                                        | |
| 31                                         | Cry Wolf                                   | 3549–3638A                                 | 106 (16A)                                  | 1974-11-18 – 1975-03-25                    | Opgave i Lapland (X9-4, X9-116), Ulven kommer (MBA-16)                                                                | |
| 32                                         | The Reluctant Chaperon                     | 3639–3737                                  | 120 (21A)                                  | 1975-03-26 – 1975-08-14                    | Farligt selskab (X9-18), Farlig omgangskreds (X9-136), Tante Modesty (MBA-16)                                         | |
| 33                                         | The Greenwood Maid                         | 3738–3829A                                 | 111 (19A)                                  | 1975-08-15 – 1976-01-02                    | Miss Robin Hood (X9-29), Lady Modesty (MBA-17), De kaldte hende: Miss Robin Hood (X9-159)                             | |
| 34                                         | Those About to Die                         | 3830–3931A                                 | 123 (21A)                                  | 1976-01-05 – 1976-05-28                    | De forsvundne stridsmænd (X9-30, X9-162), Gladiatorerne (MB-17)                                                       | |
| 35                                         | The Inca Trail                             | 3932–4031A                                 | 120 (20A)                                  | 1976-06-01 – 1976-10-20                    | Ballade i San Lucero (X9-33, X9-165), Inkastien (MBA-18)                                                              | |
| 36                                         | The Vanishing Dollybirds                   | 4032–4141A                                 | 132 (22A)                                  | 1976-10-21 – 1977-03-28                    | Slavehandlerne (X9-35, X9-182), Kunsten at dræbe (MBA-18)                                                             | |
| 37                                         | The Junk Men                               | 4142–4241A                                 | 120 (20A)                                  | 1977-03-29 – 1977-08-19                    | Heroinligaen (X9-20, X9-143), Heroin (UR 1982: 5-34), De tre store (MBA-19)                                           | |
| 38                                         | Death Trap                                 | 4242–4341A                                 | 120 (20A)                                  | 1977-08-22 – 1978-01-20                    | Dødsfælden (X9-37, X9-168, MBA-19)                                                                                    | |
| 39                                         | Idaho George                               | 4342–4447A                                 | 126 (20A)                                  | 1978-01-23 – 1978-06-16                    | Idaho George (X9-39, X9-166), Guruen fra Idaho (MBA-20, MBB)                                                          | |
| 40                                         | The Golden Frog                            | 4448–4542A                                 | 114 (19A)                                  | 1978-06-19 – 1978-10-31                    | Den gyldne frø (X9-41, X9-167, MBA-20, MBB)                                                                           | |
| 41                                         | Yellowstone Booty                          | John Burns                                 | 4543–4647A                                 | 126 (21A)                                  | 1978-11-01 – 1979-03-30                                                                                               | Indianerguldet (X9-45, X9-177, MBB)                                                                                           |
| 42                                         | Green Cobra                                | John Burns                                 | 4648–4737A                                 | 108 (18A)                                  | 1979-04-02 – 1979-08-10                                                                                               | Den grønne kobra (X9-43, X9-180, MBB)                                                                                         |
| 43                                         | Eve and Adam                               | John Burns                                 | 4738-4767A 4768-4837A                      | 120 (20A)                                  | 1979-08-13 – 1979-11-24 1979-11-25 – 1980-01-04                                                                       | Adam og Eva (X9-47, X9-169)                                                                                                   |
| 43                                         | Eve and Adam                               | Patrick Wright                             | 4738-4767A 4768-4837A                      | 120 (20A)                                  | 1979-08-13 – 1979-11-24 1979-11-25 – 1980-01-04                                                                       | Adam og Eva (X9-47, X9-169)                                                                                                   |
| 44                                         | Brethren of Blaise                         | 4838–4932A                                 | 114 (19A)                                  | 1980-01-07 – 1980-05-23                    | Den hemmelige sekt (X9-49, X9-179)                                                                                    | |
| 45                                         | Dossier on Pluto                           | Neville Colvin                             | 4933–5032A                                 | 120 (20A)                                  | 1980-05-27 – 1980-10-14                                                                                               | Operation Pluto (X9-51, X9-185)                                                                                               |
| 46                                         | The Lady Killers                           | Neville Colvin                             | 5033–5127A                                 | 114 (19A)                                  | 1980-10-15 – 1981-03-03                                                                                               | Lady Killers (X9-53, X9-175)                                                                                                  |
| 47                                         | Garvin's Travels                           | Neville Colvin                             | 5128–5229A                                 | 120 (18A)                                  | 1981-03-04 – 1981-07-27                                                                                               | Garvins rejser (X9-55, X9-202)                                                                                                |
| 48                                         | The Scarlet Maiden                         | Neville Colvin                             | 5230–5329A                                 | 120 (20A)                                  | 1981-07-28 – 1981-12-16                                                                                               | Piratens skat (X9-57) |
| 49                                         | The Moonman                                | Neville Colvin                             | 5330–5424A                                 | 114 (19A)                                  | 1981-12-17 – 1982-05-07                                                                                               | Månemanden (X9-59) |
| 50                                         | A Few Flowers for the Colonel              | Neville Colvin                             | 5425–5519A                                 | 114 (19A)                                  | 1982-05-10 – 1982-09-24                                                                                               | Banditten El Toro (X9-61) |
| 51                                         | The Balloonatic                            | Neville Colvin                             | 5520–5619A                                 | 120 (20A)                                  | 1982-09-27 – 1983-02-18                                                                                               | Terroristernes borg (X9-65, X9-187)                                                                                           |
| 52                                         | Death in Slow Motion                       | Neville Colvin                             | 5620–5719A                                 | 120 (20A)                                  | 1983-02-21 – 1983-07-15                                                                                               | Ørkenens fanger (X9-71, X9-189)                                                                                               |
| 53                                         | The Alternative Man                        | Neville Colvin                             | 5720–5814A                                 | 114 (19A)                                  | 1983-07-18 – 1983-11-28                                                                                               | Edderkoppen i nettet (X9-75, X9-191)                                                                                          |
| 54                                         | Sweet Caroline                             | Neville Colvin                             | 5815–5914A                                 | 120 (20A)                                  | 1983-11-29 – 1984-04-19                                                                                               | Sweet Caroline (X9-81) |
| 55                                         | The Return of the Mammoth                  | Neville Colvin                             | 5915–6014A                                 | 120 (20A)                                  | 1984-04-24 – 1984-09-14                                                                                               | Operation mammut (X9-85) |
| 56                                         | Plato's Republic                           | Neville Colvin                             | 6015–6114A                                 | 120 (20A)                                  | 1984-09-17 – 1985-02-06                                                                                               | Klostrets fanger (X9-89, X9-193)                                                                                              |
| 57                                         | The Sword of the Bruce                     | Neville Colvin                             | 6115–6214A                                 | 120 (20A)                                  | 1985-02-07 – 1985-07-02                                                                                               | Med døden i hælene (X9-94, X9-195)                                                                                            |
| 58                                         | The Wild Boar                              | Neville Colvin                             | 6215–6314A                                 | 120 (20A)                                  | 1985-07-03 – 1985-11-20                                                                                               | Vildsvinet fra Korsika (X9-98, X9-197)                                                                                        |
| 59                                         | Kali's Disciples                           | Neville Colvin                             | 6315–6414A                                 | 120 (20A)                                  | 985-11-21 – 1986-05-16                                                                                                | Kvælerbanden (X9-106) |
| 60                                         | The Double Agent                           | Neville Colvin                             | 6415–6519A                                 | 126 (21A)                                  | 1986-05-17 – 1986-09-15                                                                                               | Dobbeltagenten (X9-108) |
| 61                                         | Butch Cassidy Rides Again                  | Enric Badía Romero                         | 6520–6624A                                 | 126 (21A)                                  | 1986-09-16 – 1987-02-12                                                                                               | Butch Cassidy rider igen (X9-114)                                                                                             |
| 62                                         | Million Dollar Game                        | Enric Badía Romero                         | 6625–6724A                                 | 120 (20A)                                  | 1987-02-13 – 1987-07-08                                                                                               | Den grusomme jagt (X9-124) |
| 63                                         | The Vampire of Malvescu                    | Enric Badía Romero                         | 6725–6829A                                 | 126 (21A)                                  | 1987-07-09 – 1987-12-03                                                                                               | Vampyren på Malvescu (X9-118)                                                                                                 |
| 64                                         | Samantha and the Cherub                    | Enric Badía Romero                         | 6830–6934A                                 | 126 (21A)                                  | 1987-12-04 – 1988-05-06                                                                                               | Samantha og kidnapperne (X9-128)                                                                                              |
| 65                                         | Milord                                     | Enric Badía Romero                         | 6935–7034A                                 | 120 (20A)                                  | 1988-05-09 – 1988-09-27                                                                                               | De djævelske (X9-132) |
| 66                                         | Live Bait                                  | Enric Badía Romero                         | 7035–7134A                                 | 120 (20A)                                  | 1988-09-28 – 1989-02-17                                                                                               | Levende madding (X9-138) |
| 67                                         | The Girl from the Future                   | Enric Badía Romero                         | 7135–7239A                                 | 126 (21A)                                  | 1989-02-20 – 1989-07-21                                                                                               | Pigen fra fremtiden (X9-141)                                                                                                  |
| 68                                         | The Big Mole                               | Enric Badía Romero                         | 7240–7339A                                 | 120 (20A)                                  | 1989-07-24 – 1989-12-11                                                                                               | Muldvarpen (X9-145) |
| 69                                         | Lady in the Dark                           | Enric Badía Romero                         | 7340–7439A                                 | 120 (20A)                                  | 1989-12-12 – 1990-05-08                                                                                               | Grottens hemmelighed (X9-148)                                                                                                 |
| 70                                         | Fiona                                      | Enric Badía Romero                         | 7440–7544A                                 | 126 (21A)                                  | 1990-05-09 – 1990-10-09                                                                                               | Slangegudindens offer (X9-150)                                                                                                |
| 71                                         | Walkabout                                  | Enric Badía Romero                         | 7545–7649A                                 | 126 (21A)                                  | 1990-10-10 – 1991-03-11                                                                                               | Mafiabanden (X9-153) |
| 72                                         | The Girl in the Iron Mask                  | Enric Badía Romero                         | 7650–7749A                                 | 120 (20A)                                  | 1991-03-12 – 1991-08-02                                                                                               | Pigen med jernmasken (X9-155)                                                                                                 |
| 73                                         | The Young Mistress                         | Enric Badía Romero                         | 7750–7854A                                 | 126 (21A)                                  | 1991-08-05 – 1992-01-06                                                                                               | Manden med pisken (X9-157) |
| 74                                         | Ivory Dancer                               | Enric Badía Romero                         | 7855–7959A                                 | 126 (21A)                                  | 1992-01-07 – 1992-06-05                                                                                               | Hestetyvene (X9-160) |
| 75                                         | Our Friend Maude                           | Enric Badía Romero                         | 7960–8064A                                 | 126 (21A)                                  | 1992-06-08 – 1992-11-02                                                                                               | Den modvillige morder (X9-163)                                                                                                |
| 76                                         | A Present for the Princess                 | Enric Badía Romero                         | 8065–8174A                                 | 132 (22A)                                  | 1992-11-03 – 1993-04-08                                                                                               | En gave til prinsessen (X9-170)                                                                                               |
| 77                                         | Black Queen's Pawn                         | Enric Badía Romero                         | 8175–8279A                                 | 126 (21A)                                  | 1993-04-13 – 1993-09-10                                                                                               | Dronningens pant (X9-172) |
| 78                                         | The Grim Joker                             | Enric Badía Romero                         | 8280–8384A                                 | 126 (21A)                                  | 1993-09-13 – 1994-02-09                                                                                               | Den leende morder (X9-175) |
| 79                                         | Guido the Jinx                             | Enric Badía Romero                         | 8385–8484A                                 | 120 (20A)                                  | 1994-02-10 – 1994-07-05                                                                                               | Filmindspilning (X9-176) |
| 80                                         | The Killing Distance                       | Enric Badía Romero                         | 8485–8589A                                 | 126 (21A)                                  | 1994-07-06 – 1994-11-30                                                                                               | Dødsdømt (X9-178) |
| 81                                         | The Aristo                                 | Enric Badía Romero                         | 8590–8694A                                 | 126 (21A)                                  | 1994-12-01 – 1995-05-03                                                                                               | Aristo – piraten (X9-181) |
| SP3                                        | Modesty Blaise                             | Dan Spiegle & Dick Giordano                |                                            | (141 sider)                                | 1994-12 | Modesty Blaise miniserie 1-3                                                                                                  |
| 82                                         | Ripper Jax                                 | Enric Badía Romero                         | 8695–8799A                                 | 126 (21A)                                  | 1995-05-04 – 1995-10-02                                                                                               | Ripper Jax (X9-183) |
| 83                                         | The Maori Contract                         | Enric Badía Romero                         | 8800–8904A                                 | 126 (21A)                                  | 1995-10-03 – 1996-03-01                                                                                               | Maori-kontrakten (X9-184) |
| 84                                         | Honeygun                                   | Enric Badía Romero                         | 8905–9009A                                 | 126 (21A)                                  | 1996-03-04 – 1996-08-02                                                                                               | Honeygun (X9-187) |
| 85                                         | Durango                                    | Enric Badía Romero                         | 9010–9114A                                 | 126 (21A)                                  | 1996-08-05 – 1997-01-03                                                                                               | Durango (X9-190) |
| 86                                         | The Murder Frame                           | Enric Badía Romero                         | 9115–9219A                                 | 126 (21A)                                  | 1997-01-06 – 1997-06-06                                                                                               | Mordfælden (X9-208) |
| 87                                         | Fraser's Story                             | Enric Badía Romero                         | 9220–9324A                                 | 126 (21A)                                  | 1997-06-09 – 1997-11-03                                                                                               | Frasers story (X9-194) |
| 88                                         | Tribute of the Pharaoh                     | Enric Badía Romero                         | 9325–9429A                                 | 126 (21A)                                  | 1997-11-04 – 1998-05-03                                                                                               | Faraoens skat (X9-196) |
| 89                                         | The Special Orders                         | Enric Badía Romero                         | 9430–9534A                                 | 126 (21A)                                  | 1998-05-06 – 1998-09-04                                                                                               | Vennetjenester (X9-199) |
| 90                                         | The Hanging Judge                          | Enric Badía Romero                         | 9535–9644A                                 | 132 (22A)                                  | 1998-09-07 – 1999-02-10                                                                                               | Dommerens straf (X9-200) |
| 91                                         | Children of Lucifer                        | Enric Badía Romero                         | 9645–9749A                                 | 126 (21A)                                  | 1999-02-11 – 1999-07-13                                                                                               | Satanistsekten (X9-202) |
| 92                                         | Death Symbol                               | Enric Badía Romero                         | 9750–9859A                                 | 132 (22A)                                  | 1999-07-14 – 1999-12-15                                                                                               | Dødens mærke (X9-203) |
| 93                                         | The Last Aristocrat                        | Enric Badía Romero                         | 9860–9964A                                 | 126 (21A)                                  | 1999-12-16 – 2000-05-19                                                                                               | Den sidste aristokrat (X9-205)                                                                                                |
| 94                                         | The Killing Game                           | Enric Badía Romero                         | 9965–10069A                                | 126 (21A)                                  | 2000-05-22 – 2000-10-17                                                                                               | Farligt vildt (X9-207) |
| 95                                         | The Zombie                                 | Enric Badía Romero                         | 10070–10183                                | 135 (21A)                                  | 2000-10-18 – 2001-04-11                                                                                               | Zombien (X9-208) |
| SP4                                        | The Dark Angels                            | Enric Badía Romero                         |                                            | (46 sider)                                 | 2002-06-13 – 2002-07-11                                                                                               | Mørkets engle (X9-208) |

### Specialhistorierne
1. Nummereret SP1 eller 8a. Introduktion til Modesty Blaises historie.
2. Nummereret SP2 eller 14a. Produceret til skotske aviser efter en arbejdskonflikt i England.
3. Nummereret SP3 eller uden nummer. En tegnet roman fra DC Comics baseret på den første Modesty Blaise-roman.
4. Nummereret SP4 eller 96. En tegneserieversion af novellen Cobra Trap. Originaludgaven er i svensk Agent X9 nr. 7–8, 2002.